# Фросина
Фросина је југословенски филм, снимљен 1952. године у режији Војислава Нановића.

## Радња
Фросина је само једна од многобројних македонских жена којима је муж, због економске ситуације морао да оде у емиграцију. Брак не доноси радост оснивања породице, већ само муку и усамљеност. Повремене посете њеног мужа завршавају се порођајем, а деца, због услова у којима живе рано умиру. Једино Климе преживљава све тешкоће суровог живота. Расте и дружи се са старијим рибарима, а муче га сви проблеми које муче младе у његовом узрасту. Климе упознаје Крста који га полако придобија за своју страну, и он постаје, на почетку само симпатизер партизанског покрета, а затим се и сам придружује партизанима.

## Улоге
| Глумац               | Улога                |
| -------------------- | -------------------- |
| Мери Бошкова         | Фросина              |
| Ацо Јовановски       | Климе                |
| Љупка Џундева Арсова | Љуба                 |
| Илија Џувалековски   | Крсте                |
| Петар Прличко        | Кузман               |
| Борис Бегинов        | Ефтим                |
| Петар Вељановски     | Јане                 |
| Лидија Дебарлиева    | Вета                 |
| Томо Видов           | Крсте                |
| Панче Камџик         | Селанец              |
| Стојка Цекова        | Метијанка            |
| Киро Винокић         | Лин                  |
| Нађа Регин           | (као Нађа Подерегин) |
| Дарко Дамевски       |                      |
| Киро Ћортошев        |                      |

Комплетна филмска екипа  ▼
| Редитељ                   | Војислав Нановић        |                        |
| Сценариста                | Владо Малевски          |                        |
| Продуцент                 | Драгослав Радоичић Бели |                        |
| Композитор                | Трајко Прокопиев        |                        |
| Директор фотографије      | Киро Билбиловски        |                        |
| Mонтажер                  | Миланка Нановић         |                        |
| Сценограф                 | Милан Васић             |                        |
| Уметнички директор        | Диме Сумка              |                        |
| Одсек за шминку           | Иван Лалић              | шминкер                |
| Менаџер продукције        | Драгослав Радоичић Бели | вођа снимања           |
| Помоћник режије           | Трајче Попов            | први помоћник редитеља |
| Одсек за звук             | Војне Петковски         | тонски сарадник        |
| Одсек за камеру и расвету | Нико Буклевски          | пратилац камере        |
| Одсек за камеру и расвету | Љубе Петковски          | сниматељ               |
| Одсек за камеру и расвету | Благоја Прличков        | пратилац камере        |
| Одсек за камеру и расвету | Трајче Саздов           | вођа расвете           |
| Остала екипа              | Лидија Дебарлиева       | секретар режије        |
| Остала екипа              | Живко Султански         |                        |